# Église Saint-Hélier de Beuzeville

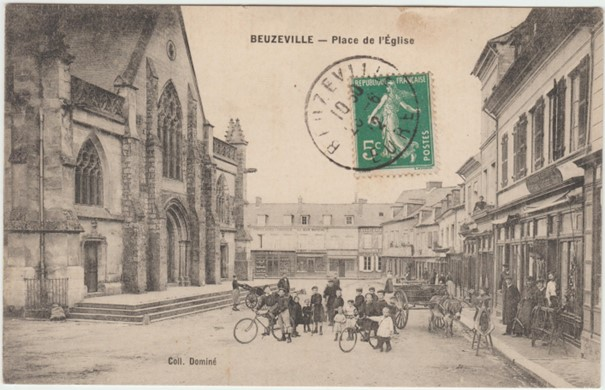
Place de l'église Saint-Hélier de Beuzeville à la Belle Époque.

L’église Saint-Hélier est l'église paroissiale catholique de Beuzeville, dans l'Eure. La paroisse actuelle, Estuaire-Pays d'Auge, est située dans le secteur Nord-Ouest du diocèse d'Évreux et couvre les anciens cantons de Beuzeville et Cormeilles ; Beuzeville en est le bourg le plus important par la population.
Cette église est dédiée à saint Hélier (moine du VIe siècle originaire de Tongres en Belgique qui devint ermite à Jersey et donna son nom à la principale ville de l'île).
L'église, avant rénovation, représentait un exemple de dérives  de l'art Saint Sulpice. Elle contenait un véritable bric-à-brac de statues en plâtre d'un parfait mauvais goût.
Au début des  années 1960 le doyen de Beuzeville , le chanoine Leprieur entreprit de redonner un visage authentique à l'église. C'était un amoureux des arts et notamment de l'art sacré. Il  a lancé un grand chantier de  rénovation qui dura près de dix ans.  Il fit appel aux ouvriers bénévoles pour faire tomber les plâtres des murs. Cette équipe après la journée de travail, venait jouer de la boucharde durant une heure ou deux pour faire réapparaître la pierre. Une fois ce premier chantier achevé le chanoine Leprieur entreprit celui des vitraux, des grandes orgues et des statues.
Cet édifice du XIIe siècle possède,  notamment, grâce à lui, une collection complète de vitraux dus au maître verrier François Décorchemont, plusieurs statues de Josette Hébert-Coëffin, deux tableaux de Marcel Roche ainsi qu'un orgue moderne par le facteur Haerpfer-Erman. Un élément assez rare est, au chevet, un pignon en colombage.

## Description
L'église est de plan rectangulaire, en deux parties d'époques différentes que l'on distingue tant de l'extérieur que de l'intérieur. L'édifice primitif date du XIIe siècle puis l'église a subi des remaniements aux XVIe et XVIIIe siècles. Elle comporte un vaisseau central à plafond voûté de bois, flanqué de deux bas-côtés voûtés d'ogives en pierre, sur sept travées.
Les travées sont au nombre de trois pour la partie la plus ancienne avec des piliers rectangulaires massifs et des fenêtres sans remplage. Elles sont quatre pour la plus récente dont les piliers sont cylindriques et dont les fenêtres possèdent des remplages travaillés. Cette partie, située à l'ouest présente également un extérieur beaucoup plus travaillé avec des pinacles coiffant les contreforts et une balustrade ouvragée au bas du toit.
L'élévation ne comprend qu'un seul niveau. L'abside est plate. Une sacristie saillante vers l'extérieur est accolée au mur du chevet. Le clocher carré avec toiture à quatre pans s'élève au nord de l'édifice, à la jonction des deux parties du bâtiment.

## Les vitraux
Toutes les fenêtres de l'église sont garnies de vitraux de François Décorchemont, artiste natif du département de l'Eure dont il a fourni des vitraux pour un nombre important d'églises, en particulier.
Dans l'abside, trois vitraux évoquent le Dieu trinitaire, Alpha et Oméga de toutes choses.
La chapelle de Notre-Dame, du côté nord du chœur, présente deux vitraux dédiés à la Vierge Marie, sous la forme de symboles tirés de ses litanies
(Miroir de justice, Rose mystique, Tour de David, Porte du ciel, Étoile du matin, etc).

Côté sud leur font face deux vitraux, l'un rappelant la mission de Saint Joseph  et l'autre symbolisant les sept sacrements.

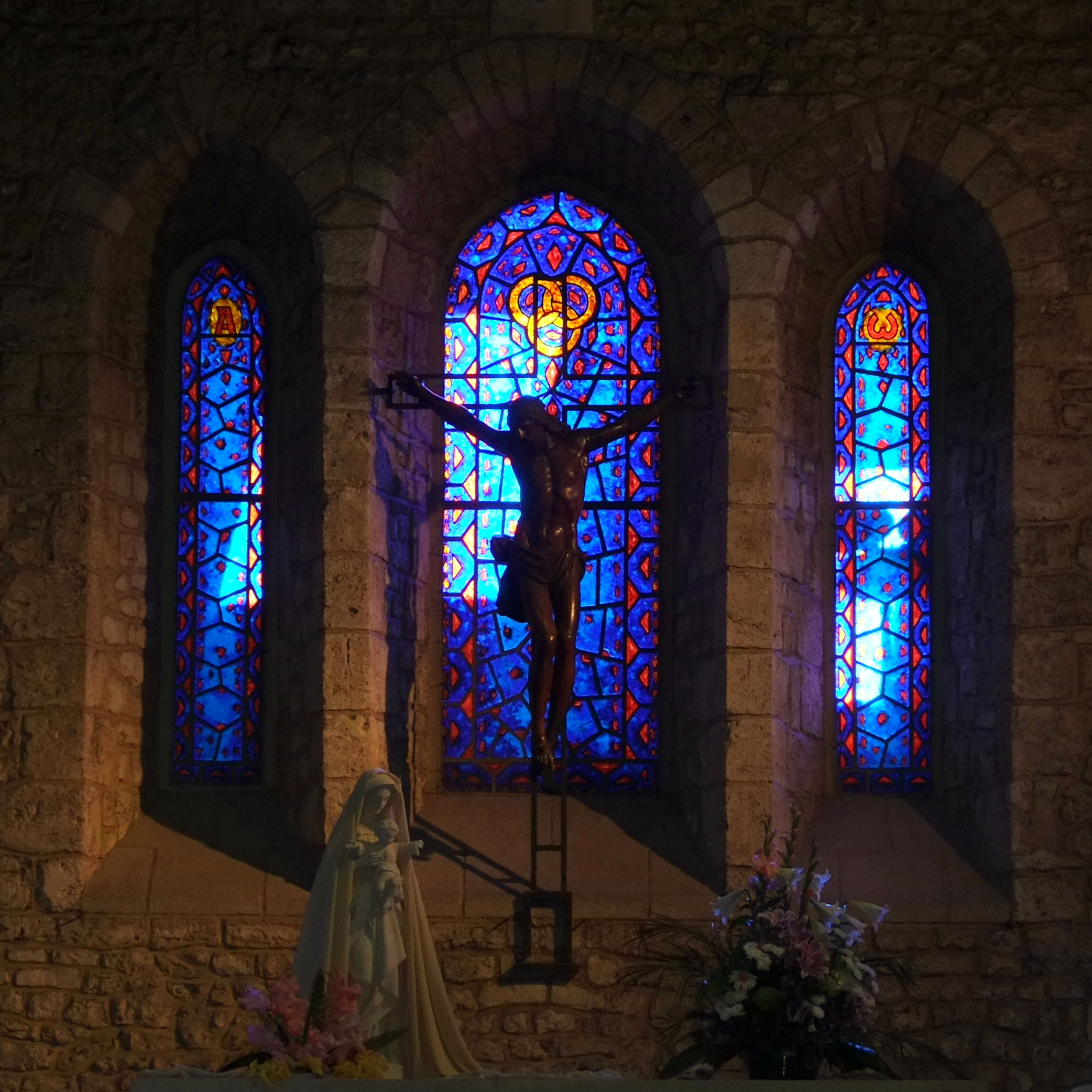
Vitraux de l'abside.
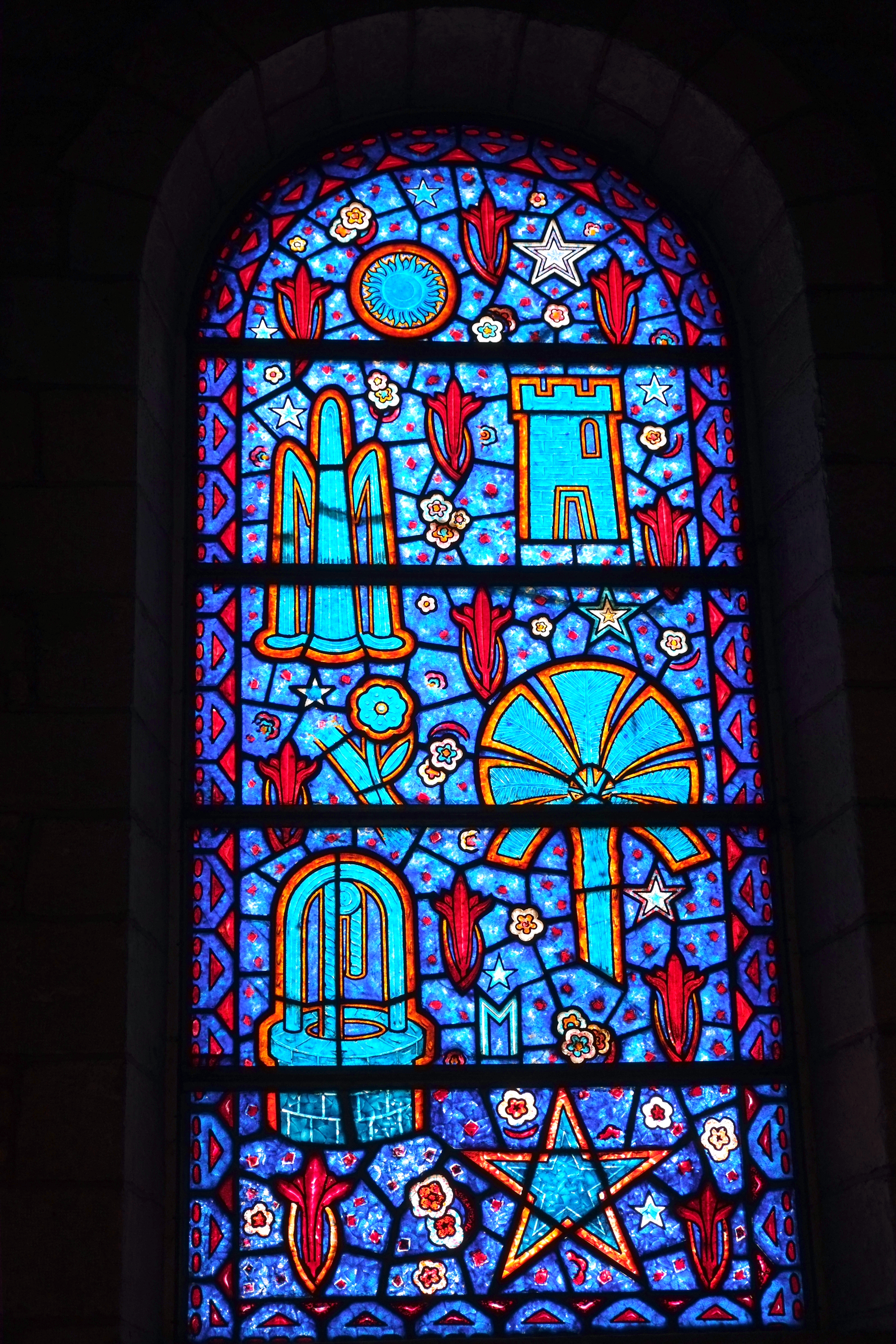
Symboles de la Vierge.
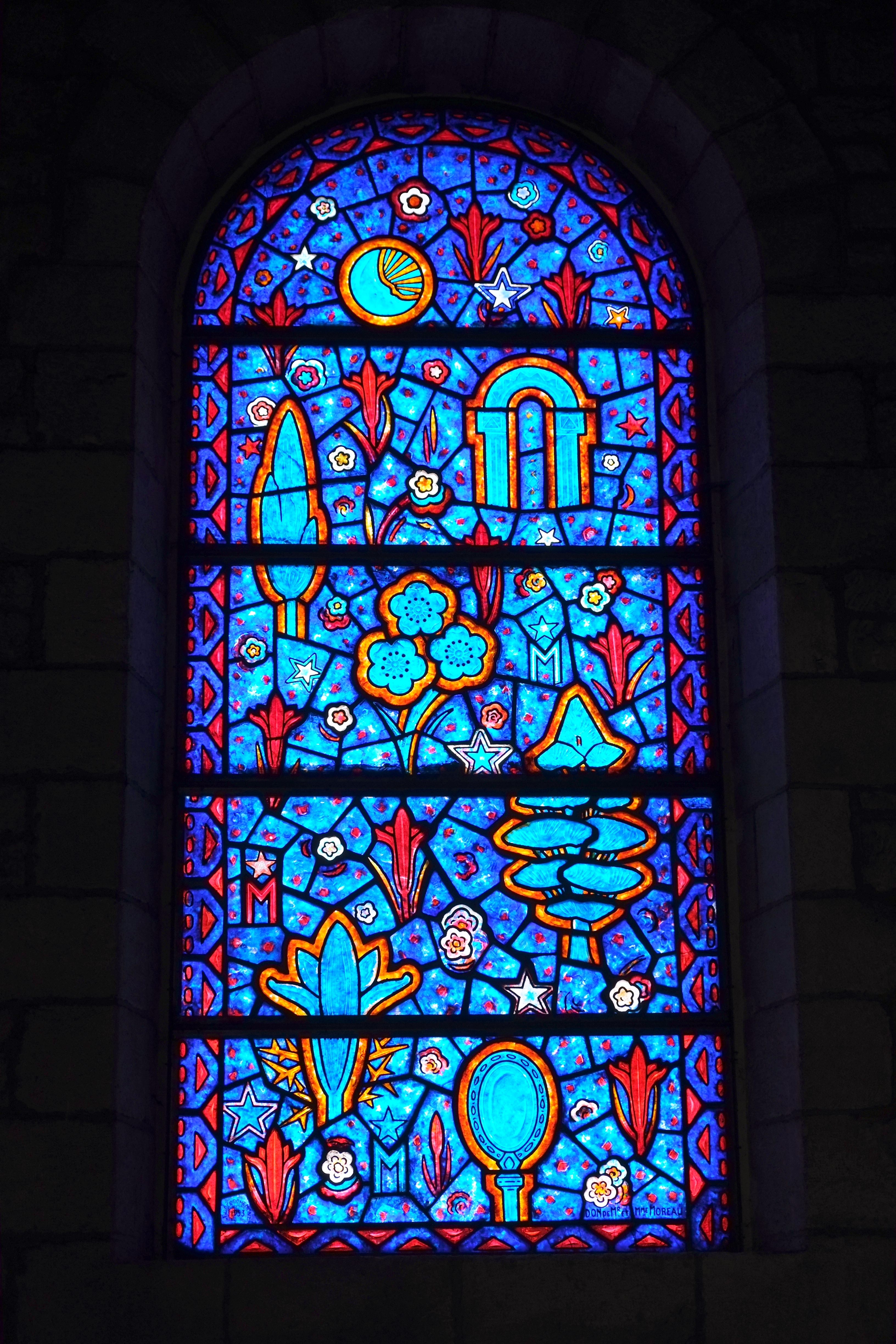
Symboles de la Vierge.
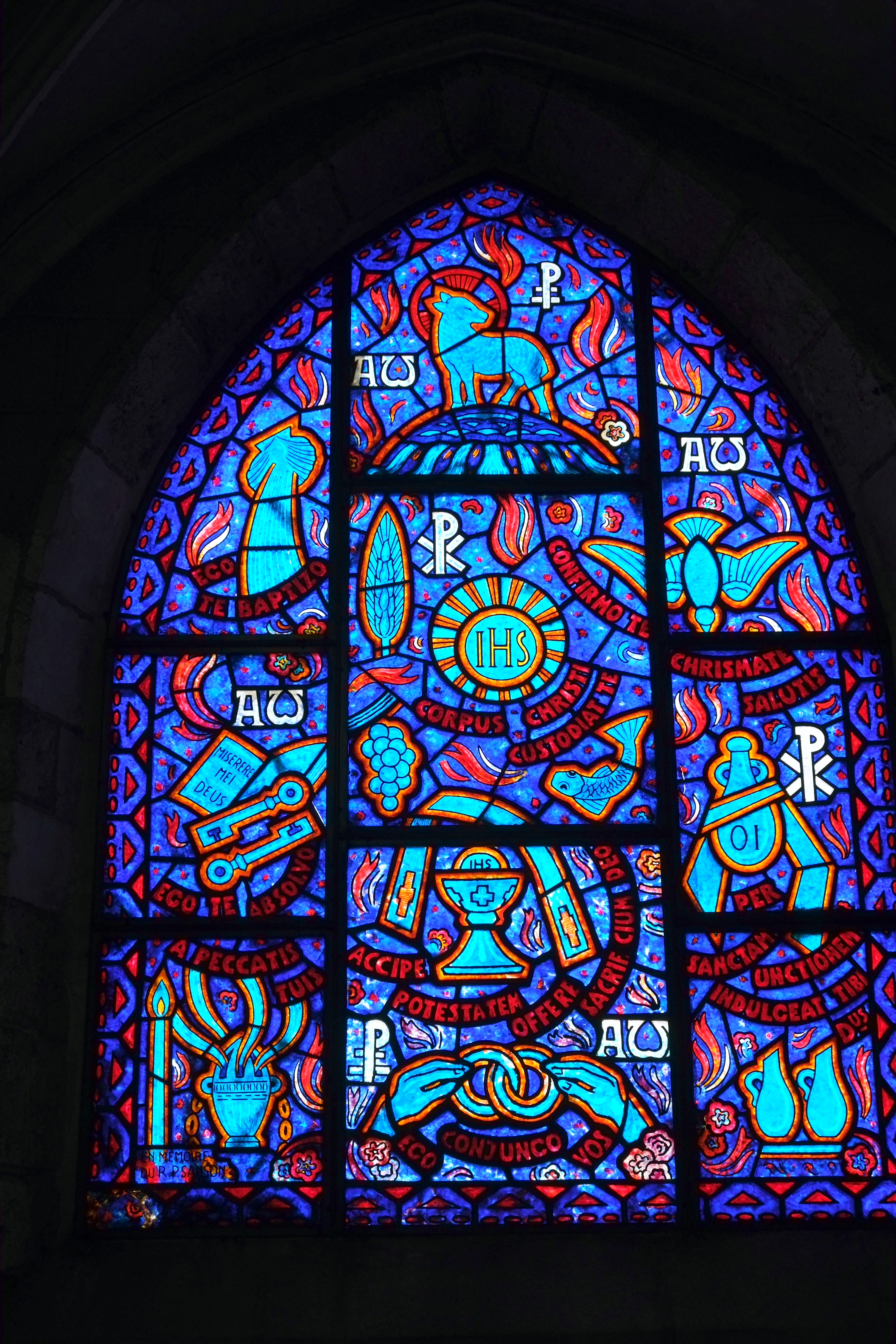
Les sept sacrements.

Des deux côtés de la nef sont représentés des saints de l'Église Universelle ou plus locaux :
- côté sud : 
  - Saint François d'Assise, représenté au milieu d'une scène symbolisant son Cantique des créatures
  - Saint Pierre en pêcheur d'homme, entouré des symboles rappelant son histoire, son moment de faiblesse et sa mission de « prince des apôtres »
  - Saint Hélier, qui a donné son nom à l'édifice, moine dans le Cotentin puis ermite à Jersey
  - Saint Louis avec le chêne sous lequel il rendait la justice, la Sainte Chapelle qu'il fit construire, et l'Orient qu'il parcourut en croisade
  - Sainte Jeanne d'Arc est sur le bûcher de Rouen, entre son épopée de Domrémy à Reims et sa captivité aux mains des anglais.

Verrières de la nef, côté sud
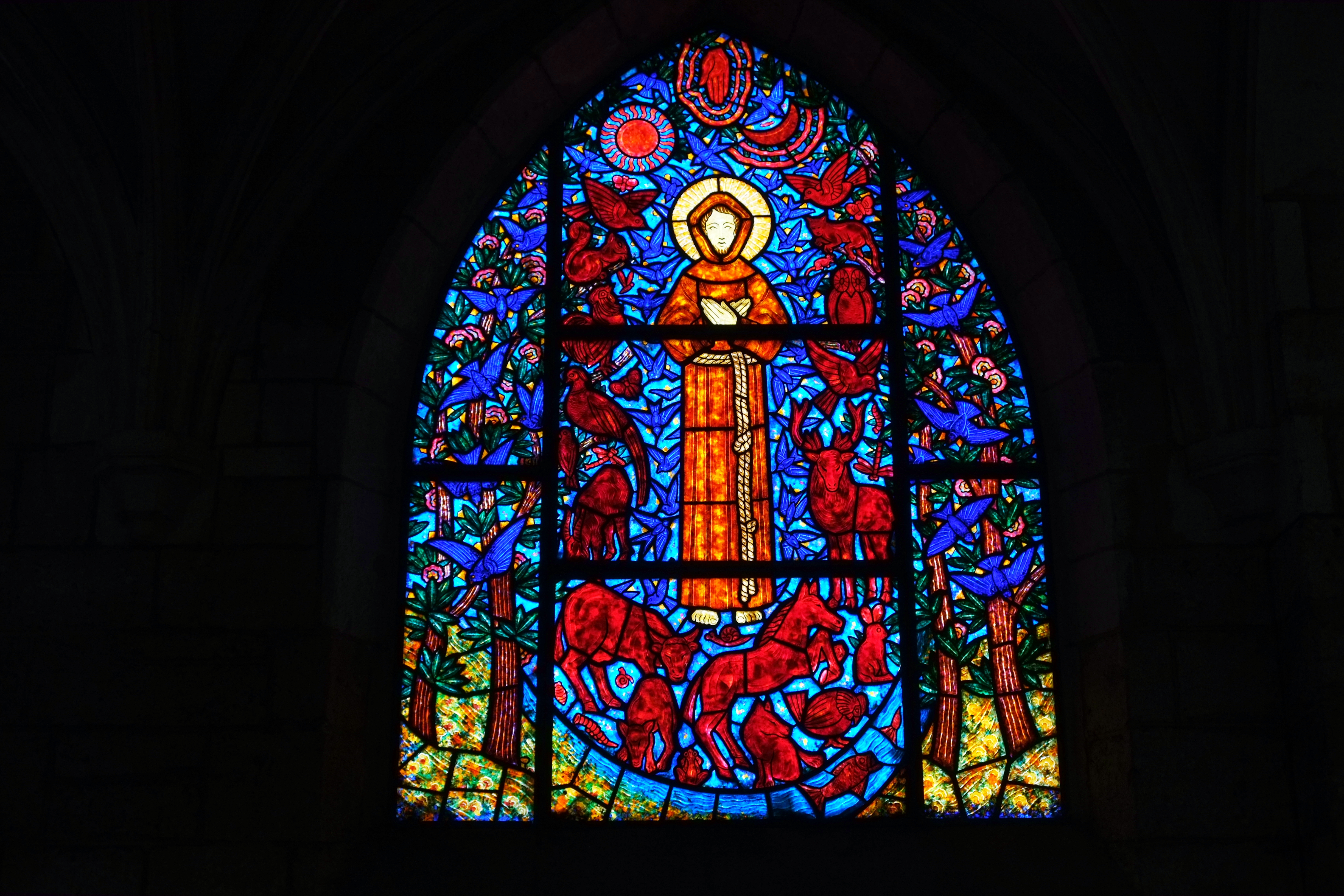
Saint François d'Assise.
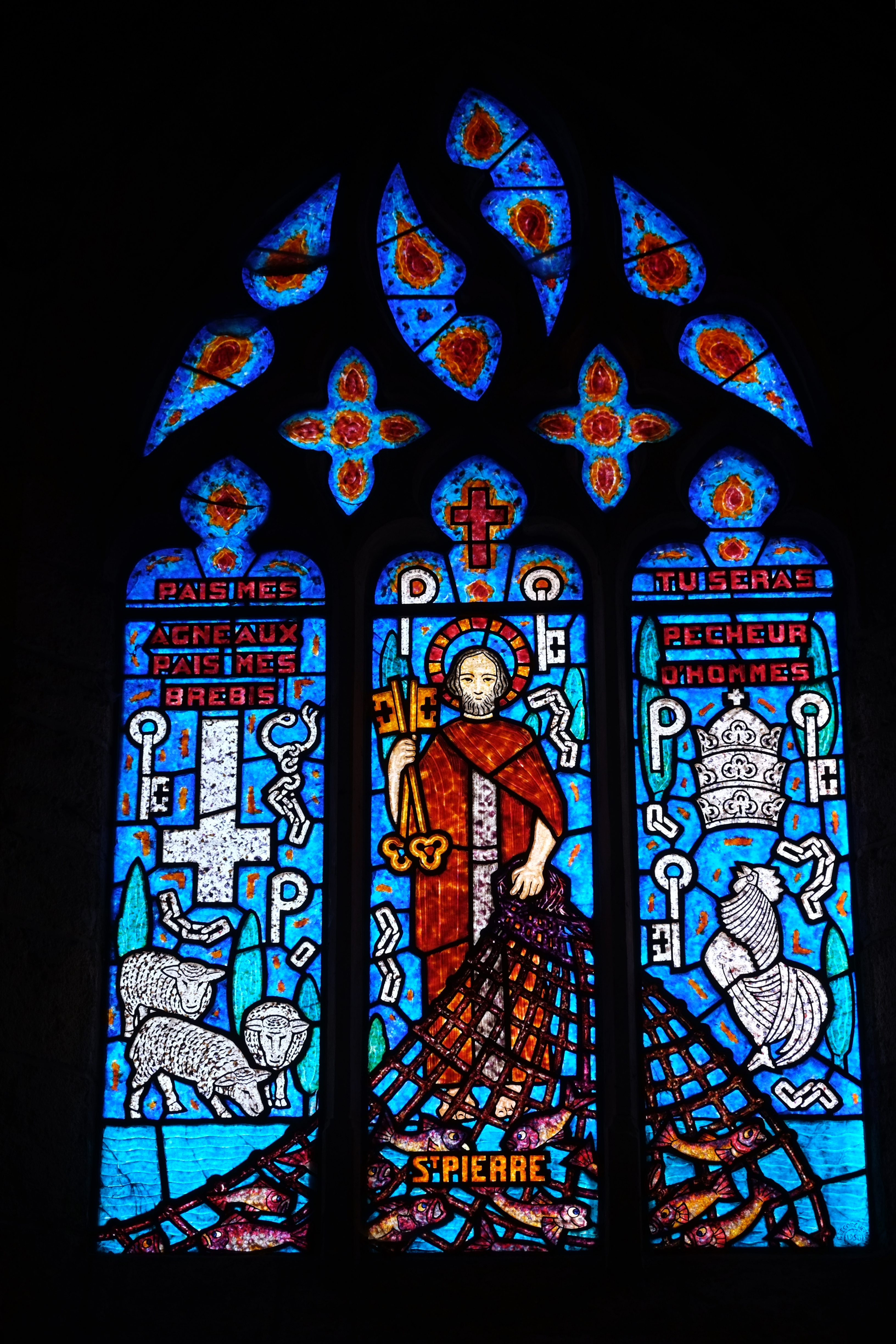
Saint Pierre.
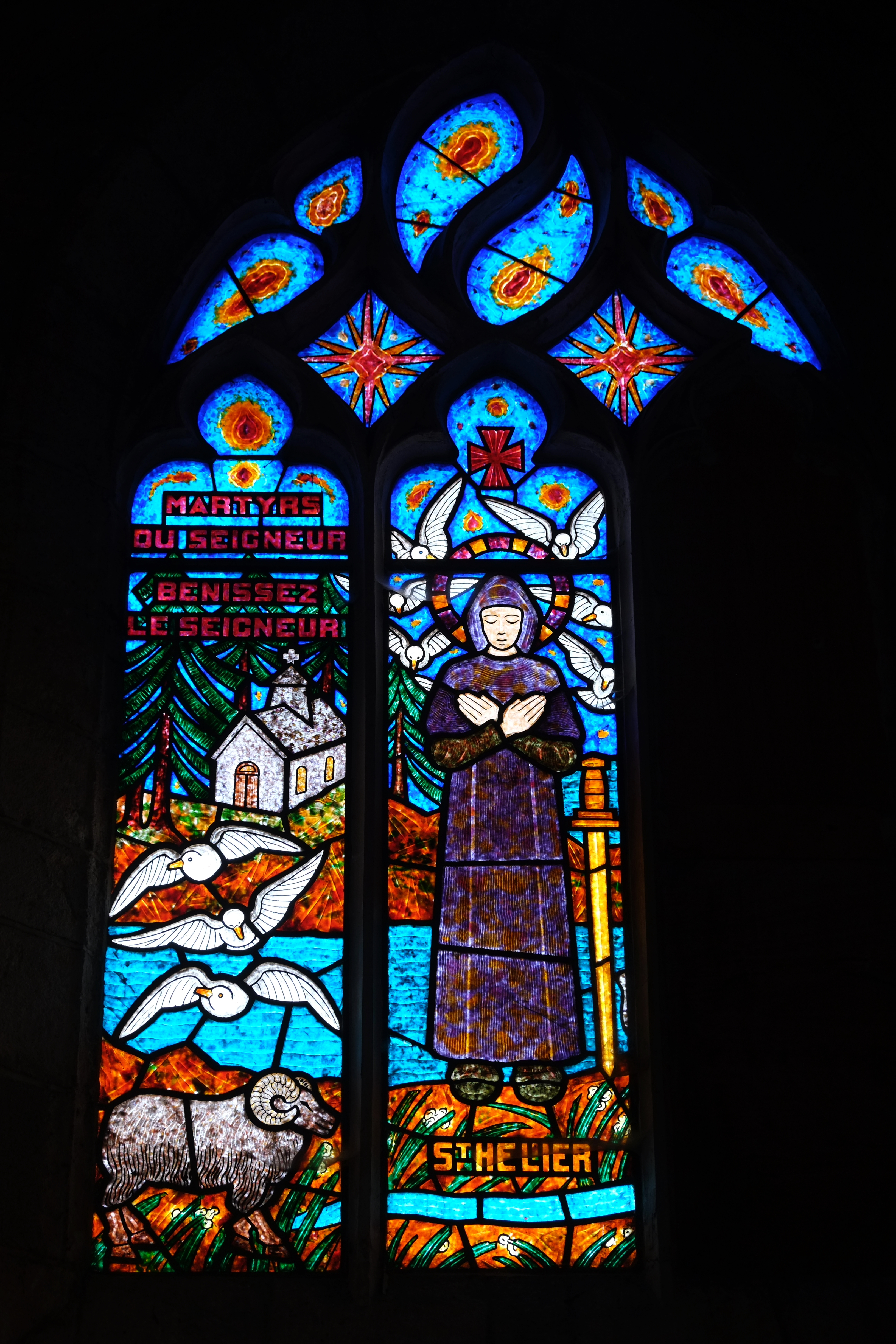
Saint Hélier.
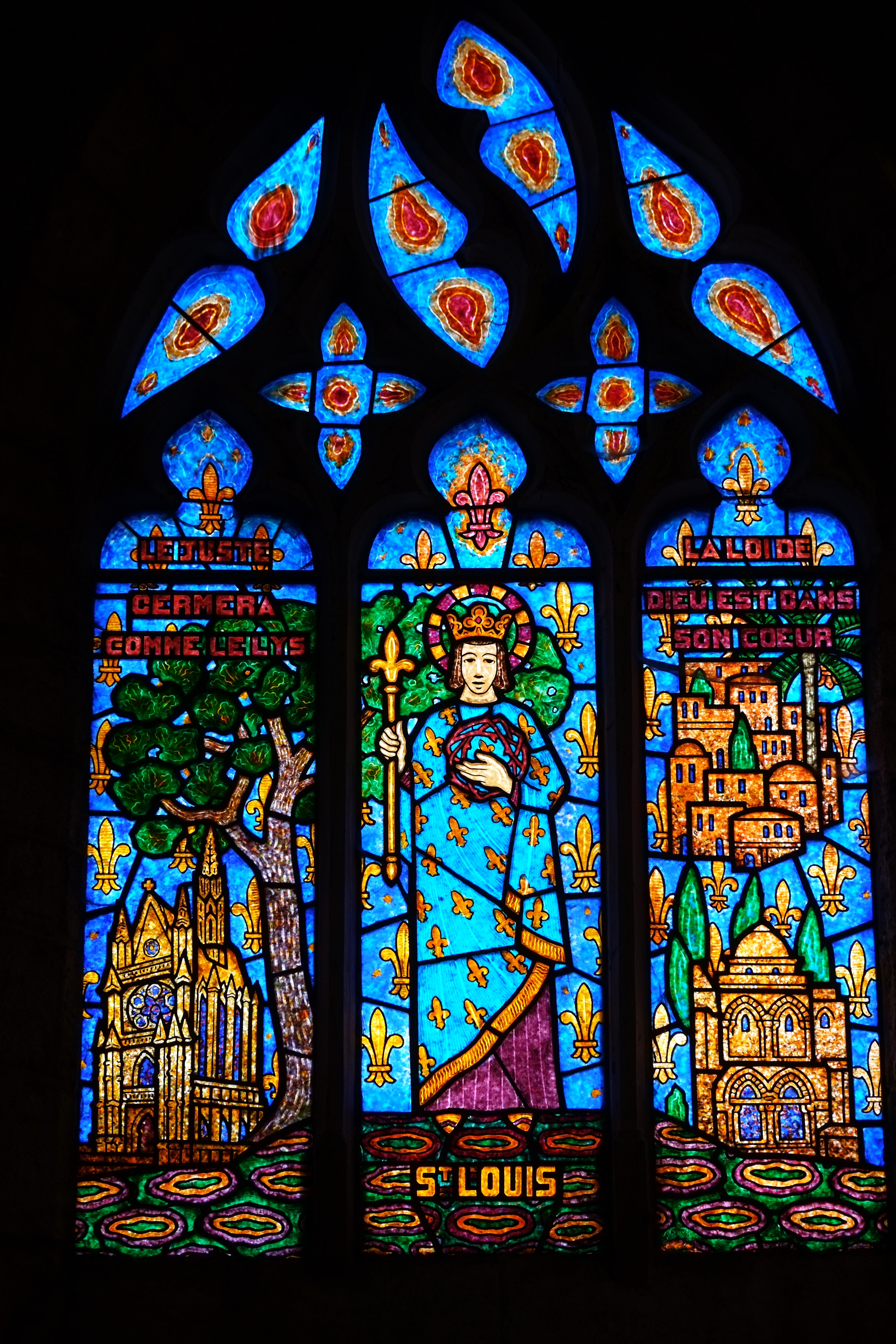
Saint Louis.
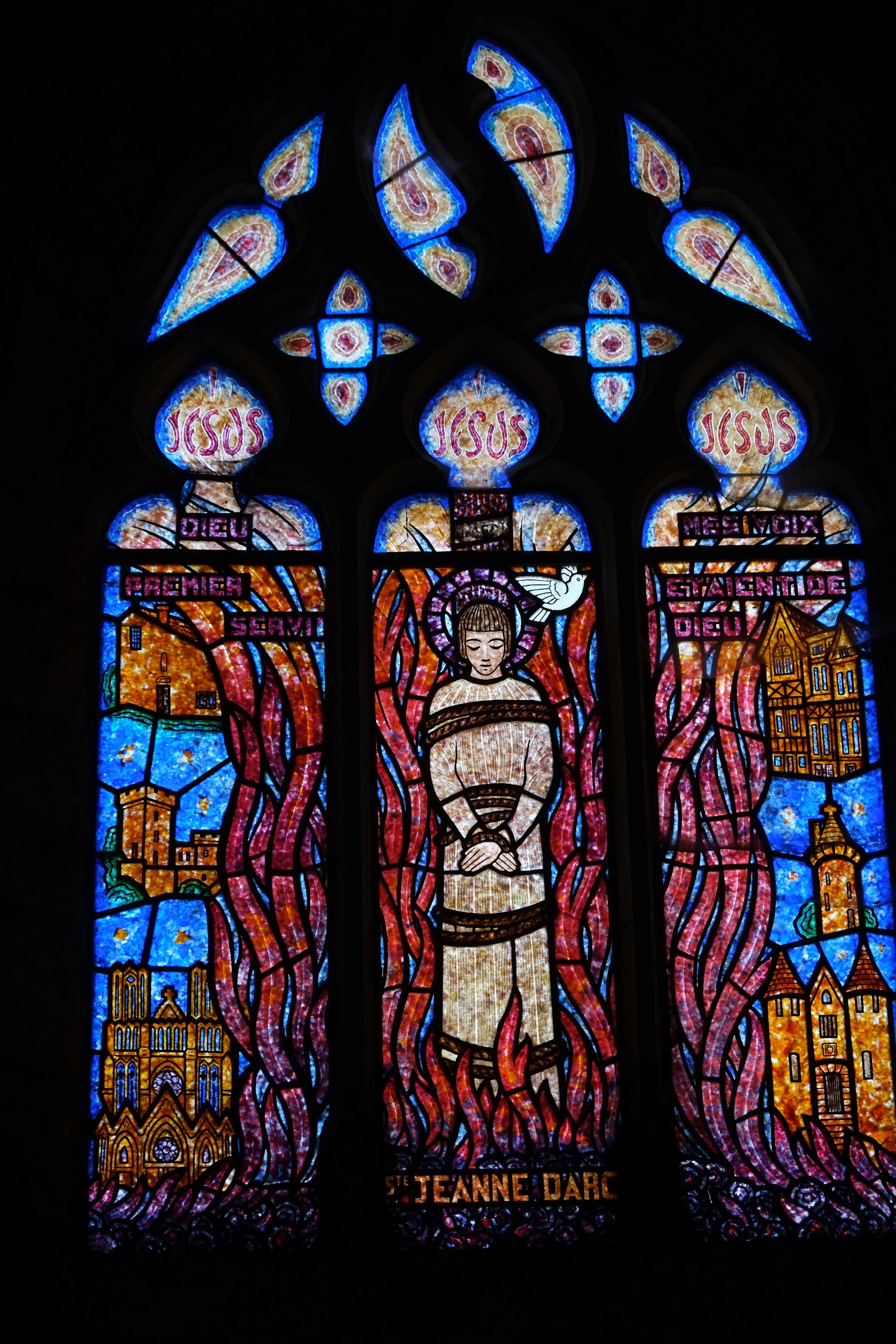
Sainte Jeanne d'Arc.

- côté nord : 
  - Saint Paul, infatigable voyageur est sur un bateau, entouré des villes de Méditerranée orientale où s'est exercé son apostolat
  - Saint Anselme, qui fut abbé du Bec non loin de Beuzeville avant de devenir archevêque de Canterbury
  - Sainte Geneviève, qui sauva Paris des Huns d'Attila
  - Saint Charles de Foucauld, assassiné au Sahara où il vivait retiré en ermite. Le vitrail est intitulé Le père de Foucauld car il n'était pas encore canonisé (2022).

Verrières de la nef, côté nord
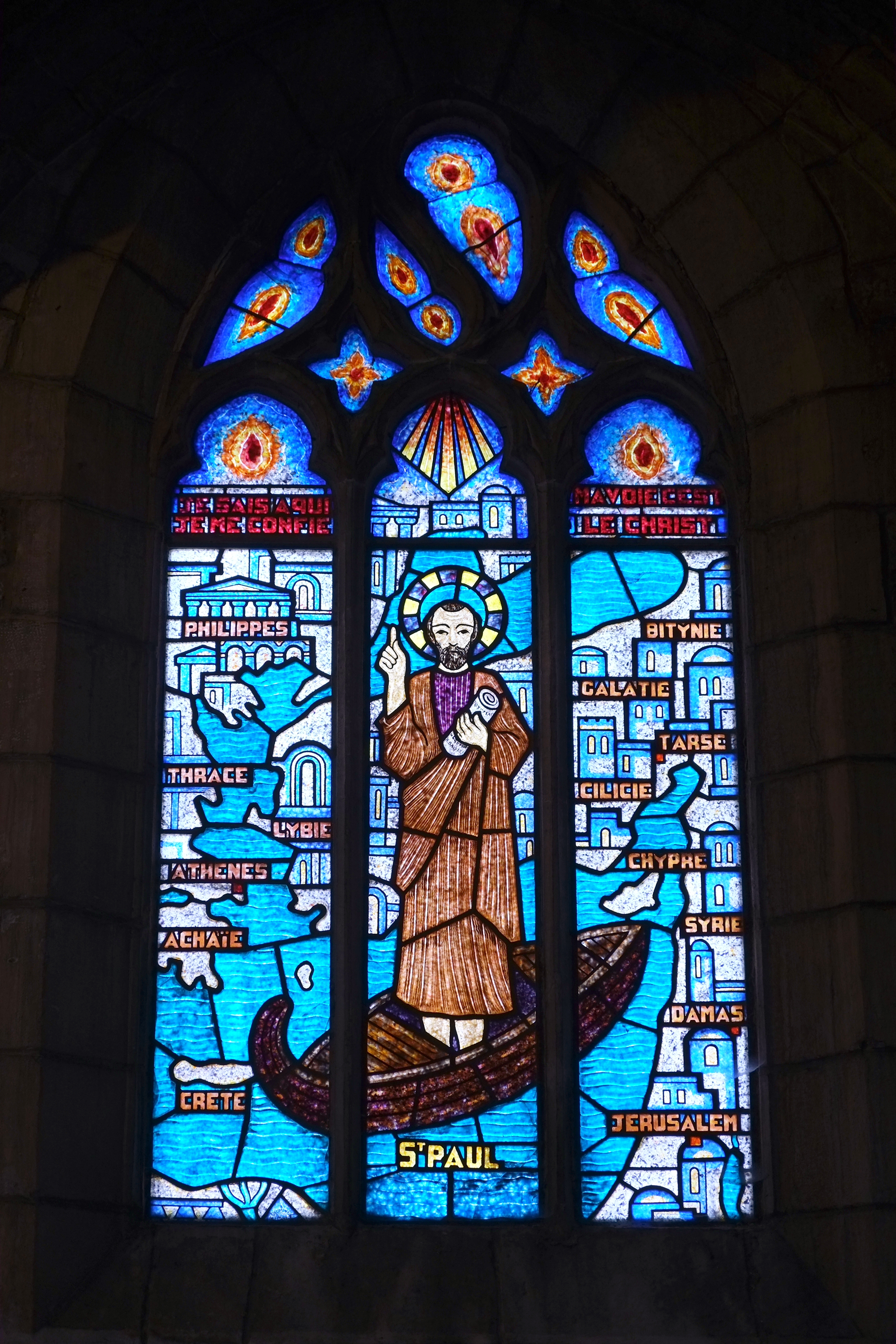
Saint Paul.
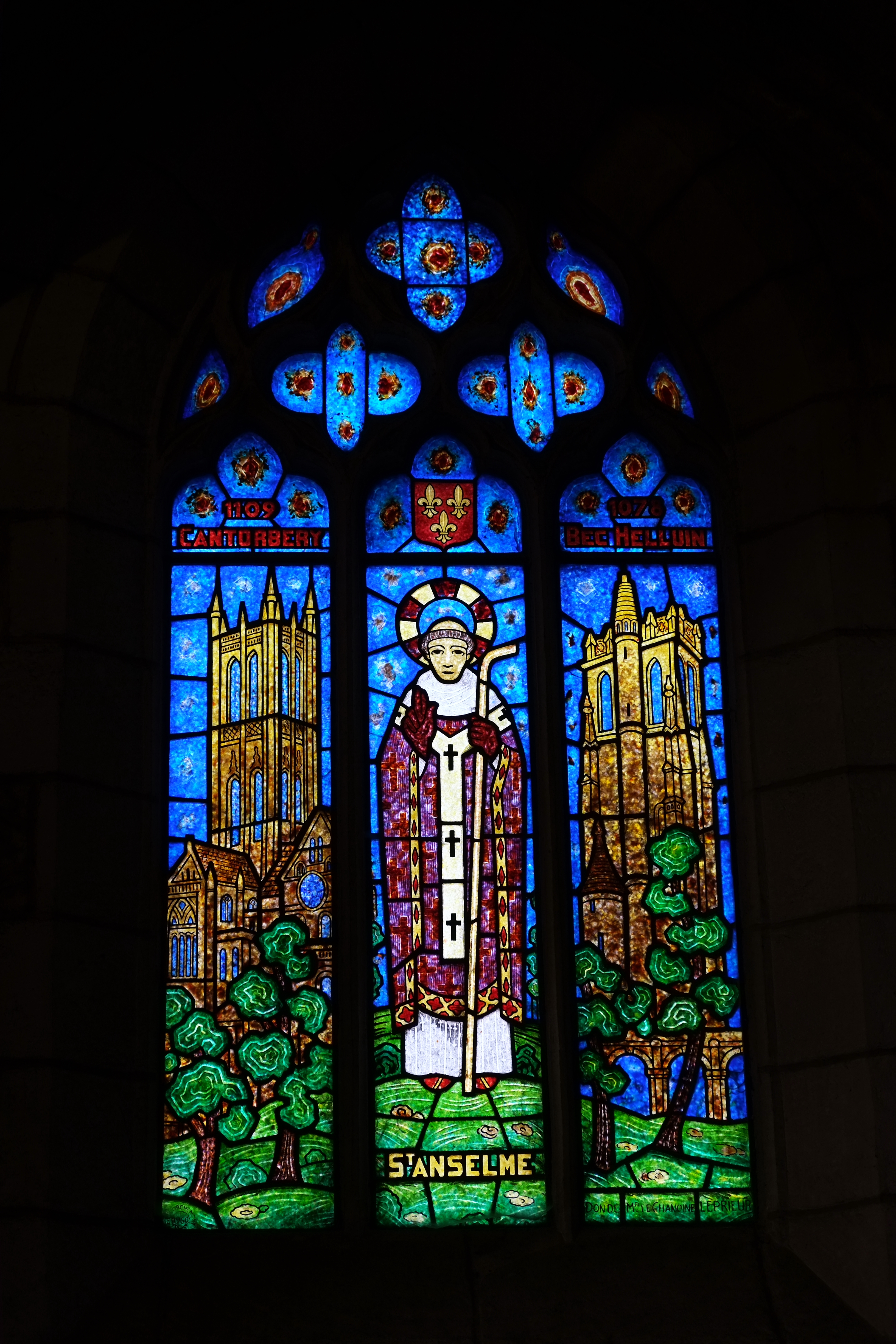
Saint Anselme.
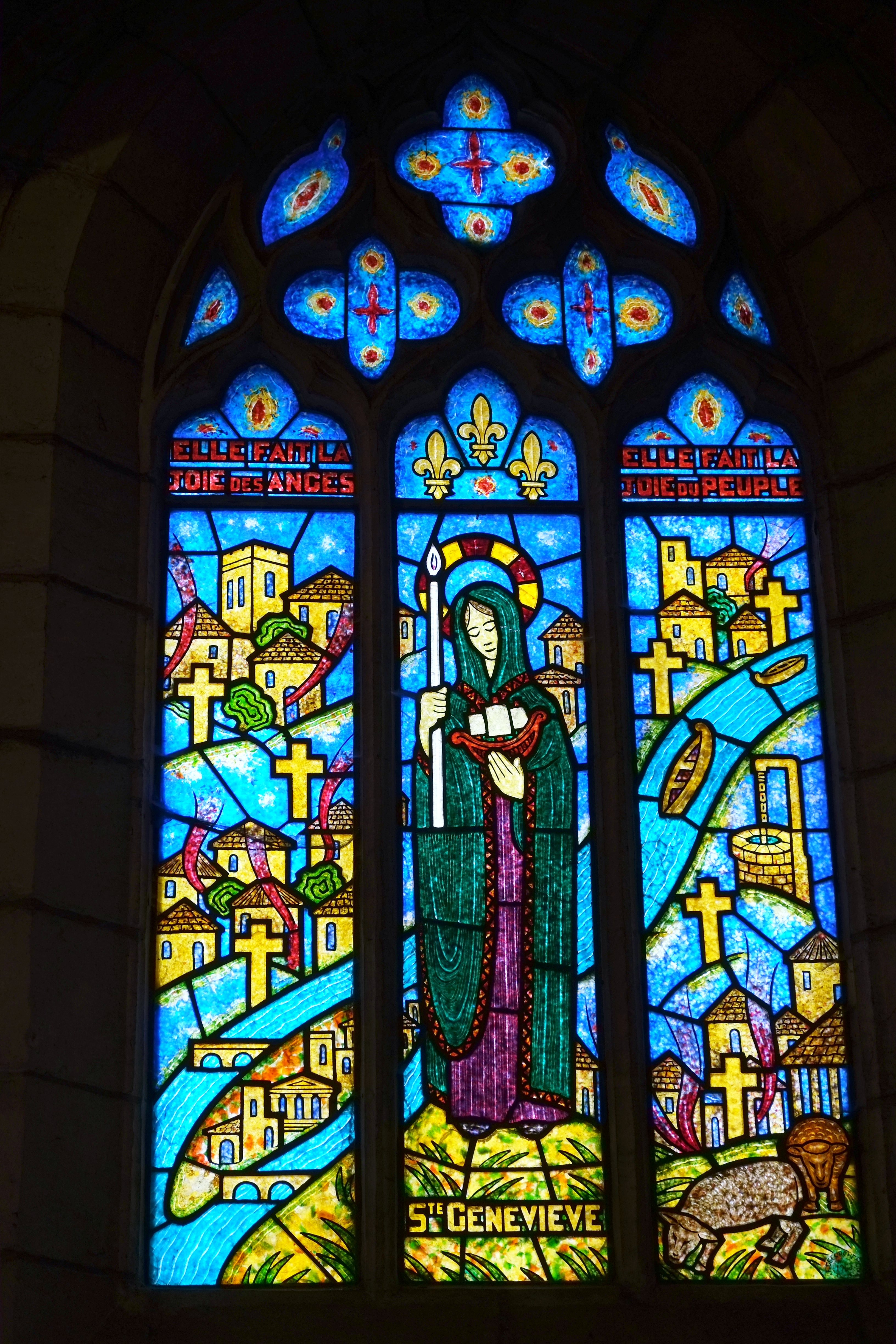
Sainte Geneviève.
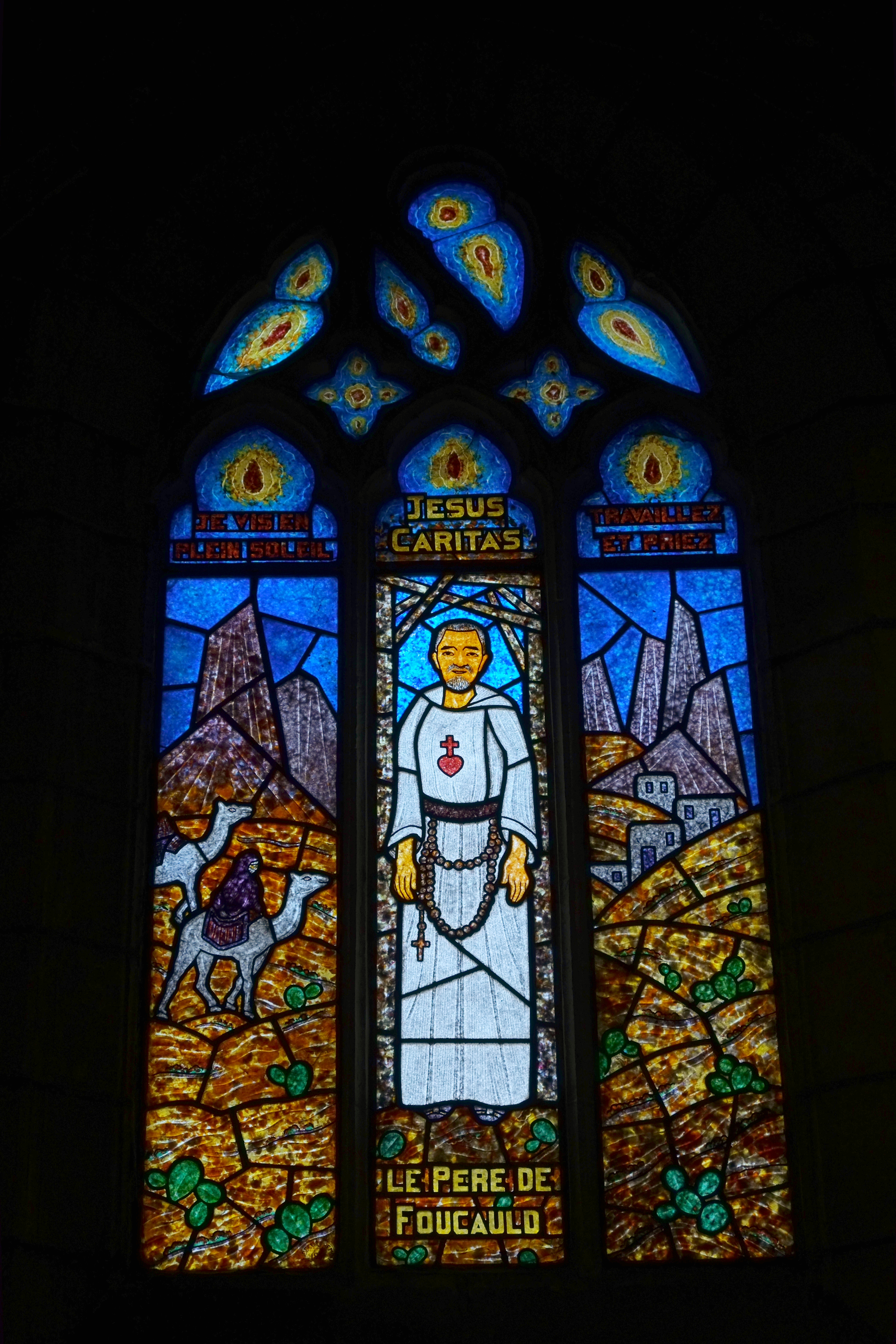
Saint Charles de Foucauld.

Sur le mur ouest, séparés par le portail principal, les vitraux symbolisent chacun quatre grandes fêtes chrétiennes : Noël, Épiphanie, Rameaux et Pâques côté sud et Ascension, Pentecôte, Fête-Dieu et Christ-Roi côté nord.
À l'étage de la tribune de l'orgue, la grande verrière occidentale montre, entre les deux parties de l'orgue, quatre anges musiciens.

Verrière côté ouest
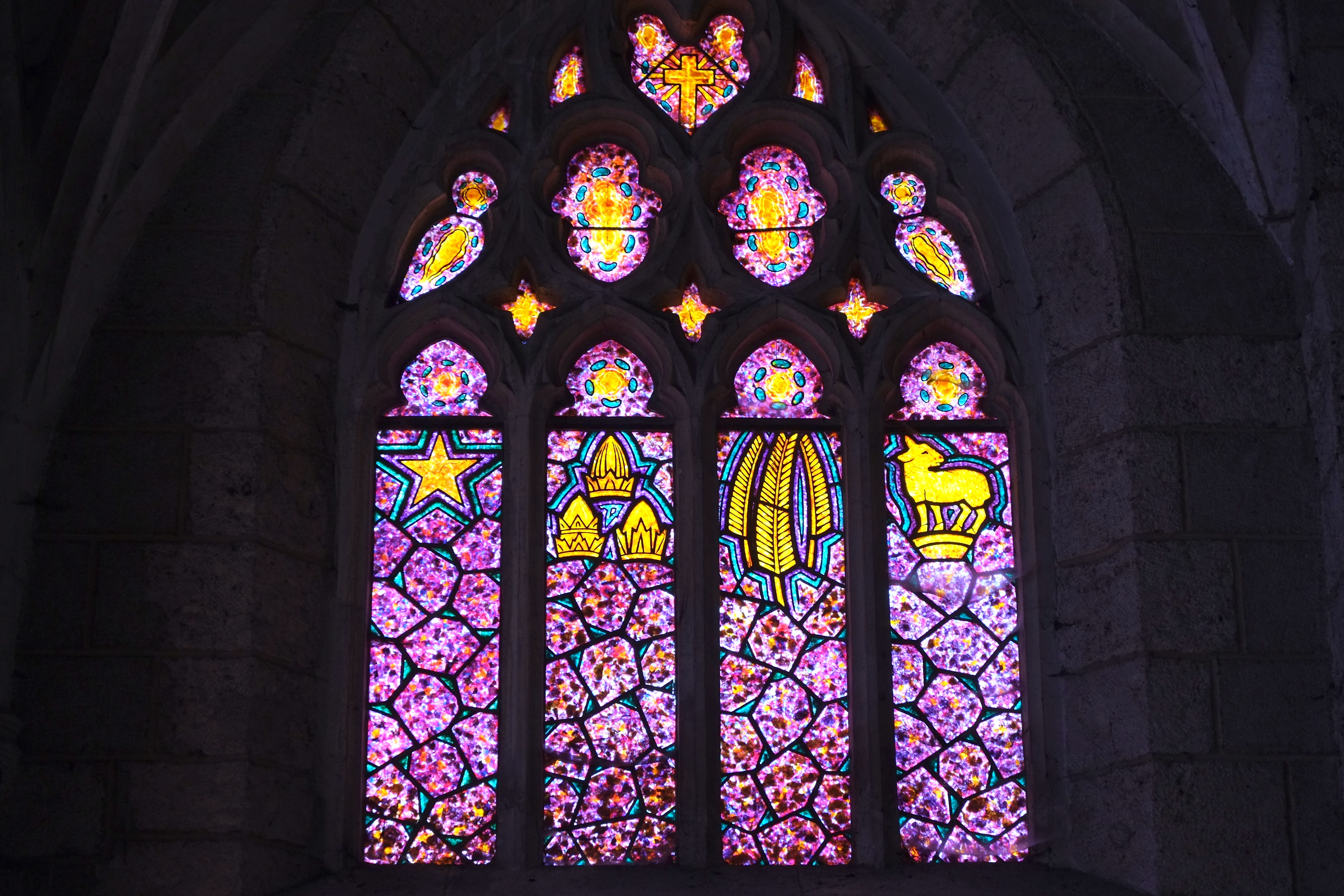
Les symboles de Noël, l'Épiphanie, les Rameaux et Pâques.
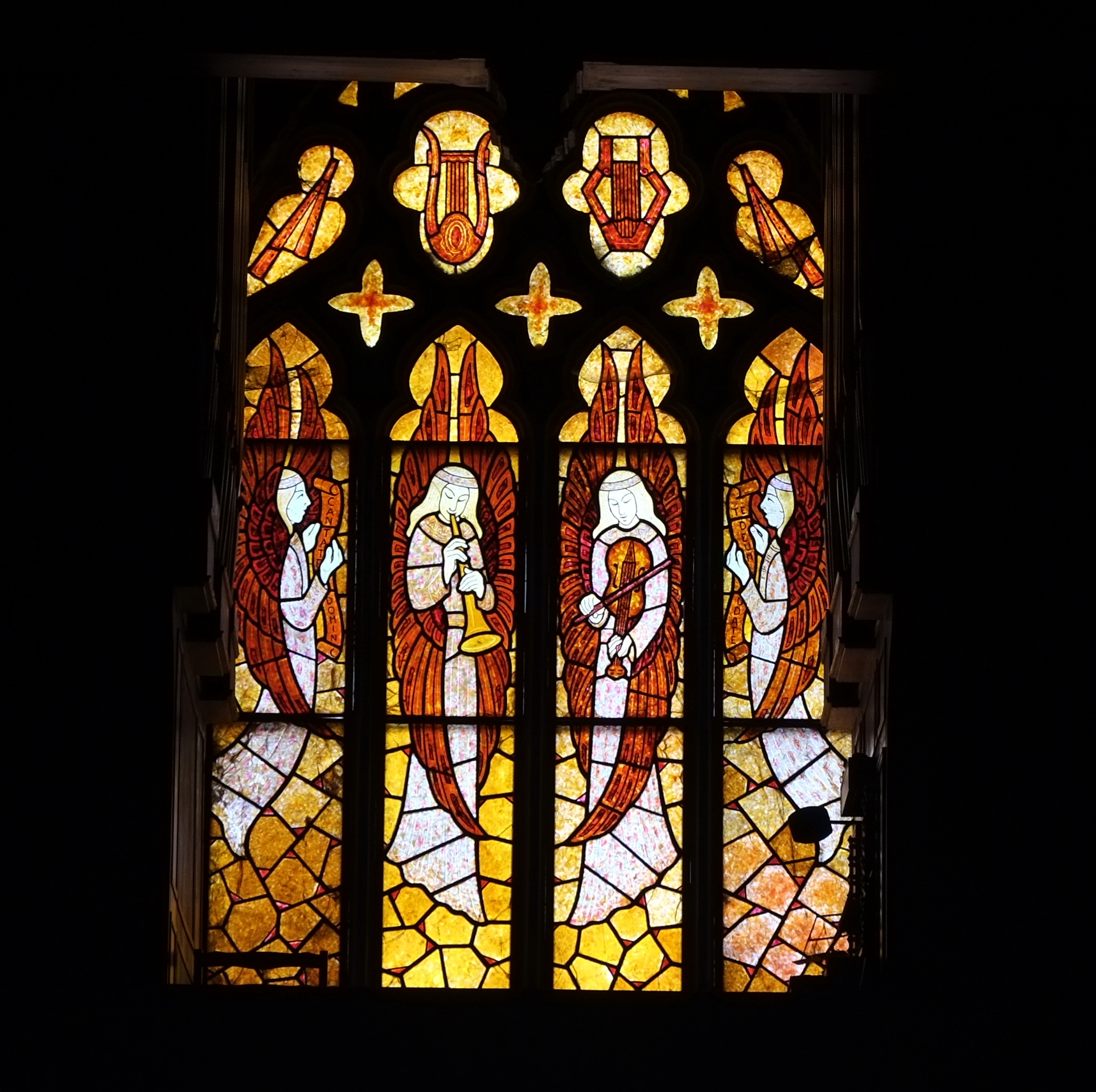
Anges musiciens à la tribune de l'orgue.
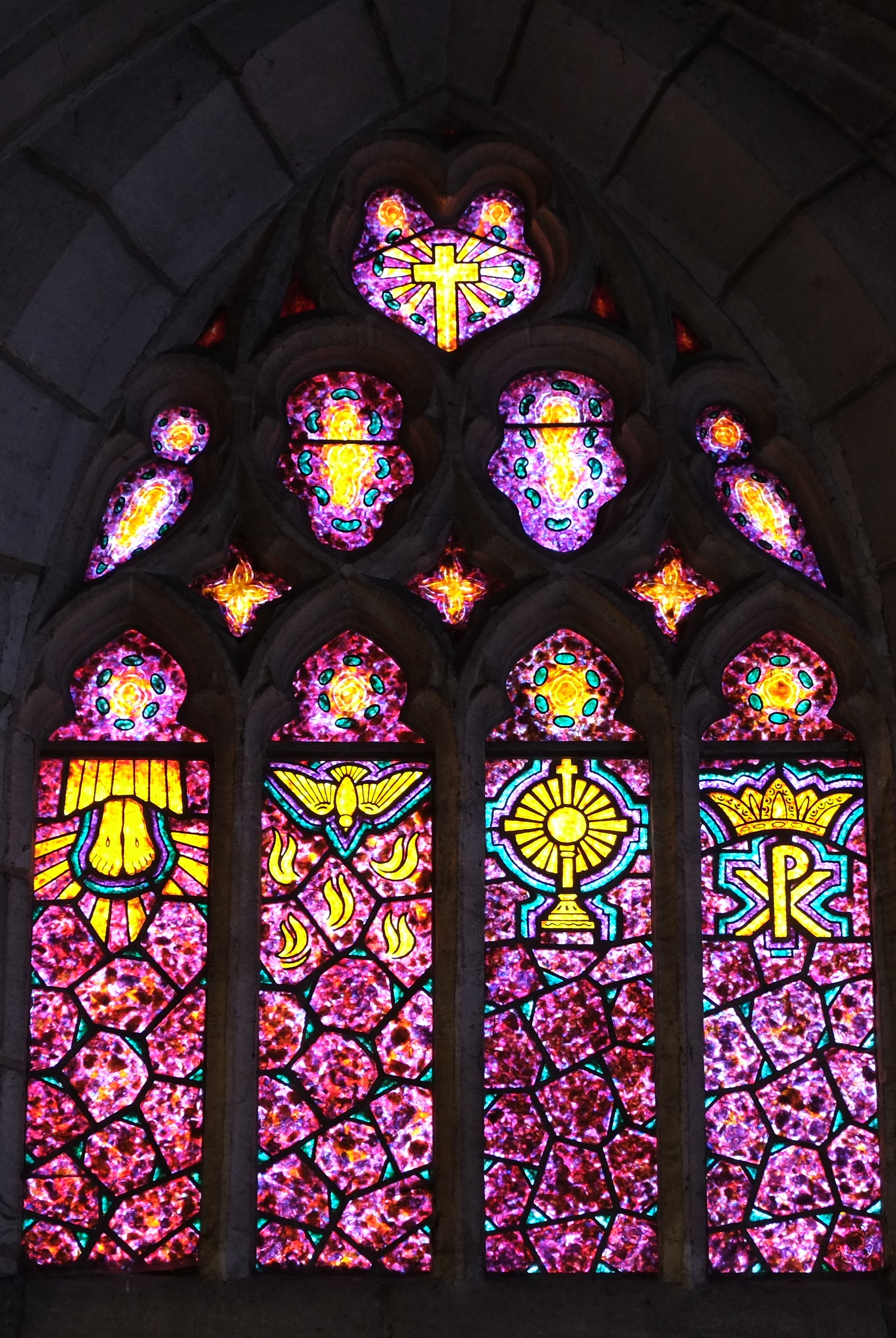
Les symboles de l'Ascension, la Pentecôte, la Fête-Dieu et le Christ-Roi.

## Les statues
L'église abrite plusieurs statues de pierre blanche dues notamment à la sculptrice normande Josette Hébert-Coëffin : Notre-Dame de Toutes Grâces (transept côté nord), saint Joseph (transept côté sud), sainte Thérèse de l’Enfant Jésus (bas-côté sud).

## L'orgue
L'église Saint-Hélier possède un orgue situé sur la tribune au-dessus de l'entrée principale (par le portail occidental). Construit en 1954 par le facteur Haerpfer-Ermann, il comporte deux buffets se faisant face sur la tribune, laissant ainsi dégagée la grande verrière occidentale. Il comporte deux claviers manuels de 56 notes (grand orgue et récit expressif) et un pédalier de 30 notes ; la transmission est électro-pneumatique.

### Composition
| Grand-Orgue    |    |
| Montre         | 8' |
| Flûte à fuseau | 8' |
| Prestant       | 4' |
| Doublette      | 2' |
| Cromorne       | 8' |

| Récit expressif |          |
| Dulciane        | 8'       |
| Bourdon         | 8'       |
| Flûte           | 4'       |
| Quinte conique  | 2.2/3'   |
| Flûte champêtre | 42'      |
| Tierce          | 1.3/5'   |
| Plein jeu       | IV rangs |
| Trompette       | 8'       |

| Pédalier      |     |
| Soubasse      | 16' |
| Bourdon basse | 8'  |
| Flûte         | 4'  |

Accessoires :
- Accouplements I/Péd, II/Péd, II/I en 16,8,4'
- Trémolo Récit